# Кунів

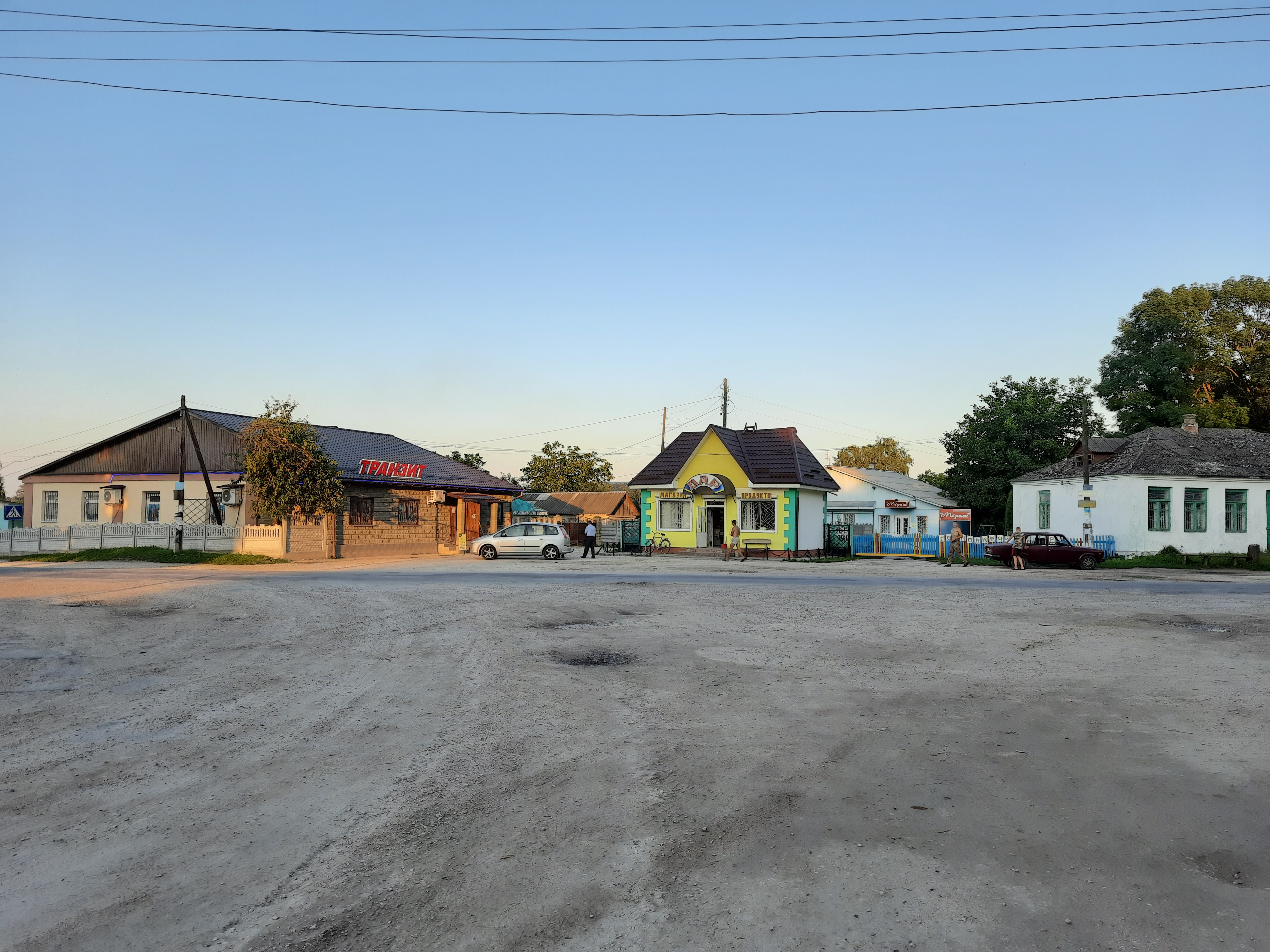
Центр села

Ку́нів — село в Україні, у Плужненській сільській громаді Шепетівського району Хмельницької області. Населення становить 644 особи.

## Історія
Перша згадка про цю оселю датується 1545 роком, в описі Кременецького замку, де в числі городень була городня Семена і Михайла Яловицьких з Кунева. Крім цього в 1569 році в грамоті короля Жигимонта Августа про прилучення Волинської землі до Польщі. В 1582 році платив з Кунева Пйотр Бучацький-Творовський від 8 «димів» і 3 город. Після Єловицьких, село перейшло до Малинських, а від них до Яблоновських. В містечку була дерев'яна церква на місці старої 16 століття, церковно-парафіяльна школа з 1886 року, 2 гарбарні й броварня, мурований костел. В другій половині 19 століття в селі 131 двір, 1036 українців, 75 поляків і 800 євреїв. В 1831 році Кунів конфісковано і передано до московської казни. Колись в селі стояв палац Яблоновських, оточений гарним парком, від якого залишилися тільки руїни. За переписом 1911 року в Куневі було 2826 жителів, волосна і міщанська управа, пошта, телеграф, земська поштова станція, агроном, акушерка, аптека, 3 аптечні склади, 32 крамниці, водяний млин, позичкова каса, 1 ресторан і 12 ярмарків щорічно. В містечку були залишки валів старого замку.

## Населення

### Мова
Розподіл населення за рідною мовою за даними перепису 2001 року:
| Мова       | Кількість | Відсоток |
| ---------- | --------- | -------- |
| українська | 637       | 98.91%   |
| російська  | 6         | 0.93%    |
| румунська  | 1         | 0.16%    |
| Усього     | 644       | 100%     |

## Люди

### Народилися
- Недошовенко Тамара Федорівна (нар. 1950) — українська художниця і педагог.

### Поховані
Розвідниці НКВС-НКДБ СРСР під час німецько-радянської війни, членкині партизанського загону «Переможці»:
- Лісовська Лідія Іванівна (1910—1944)
- Микота Марія Макарівна (1924—1944)

## Галерея

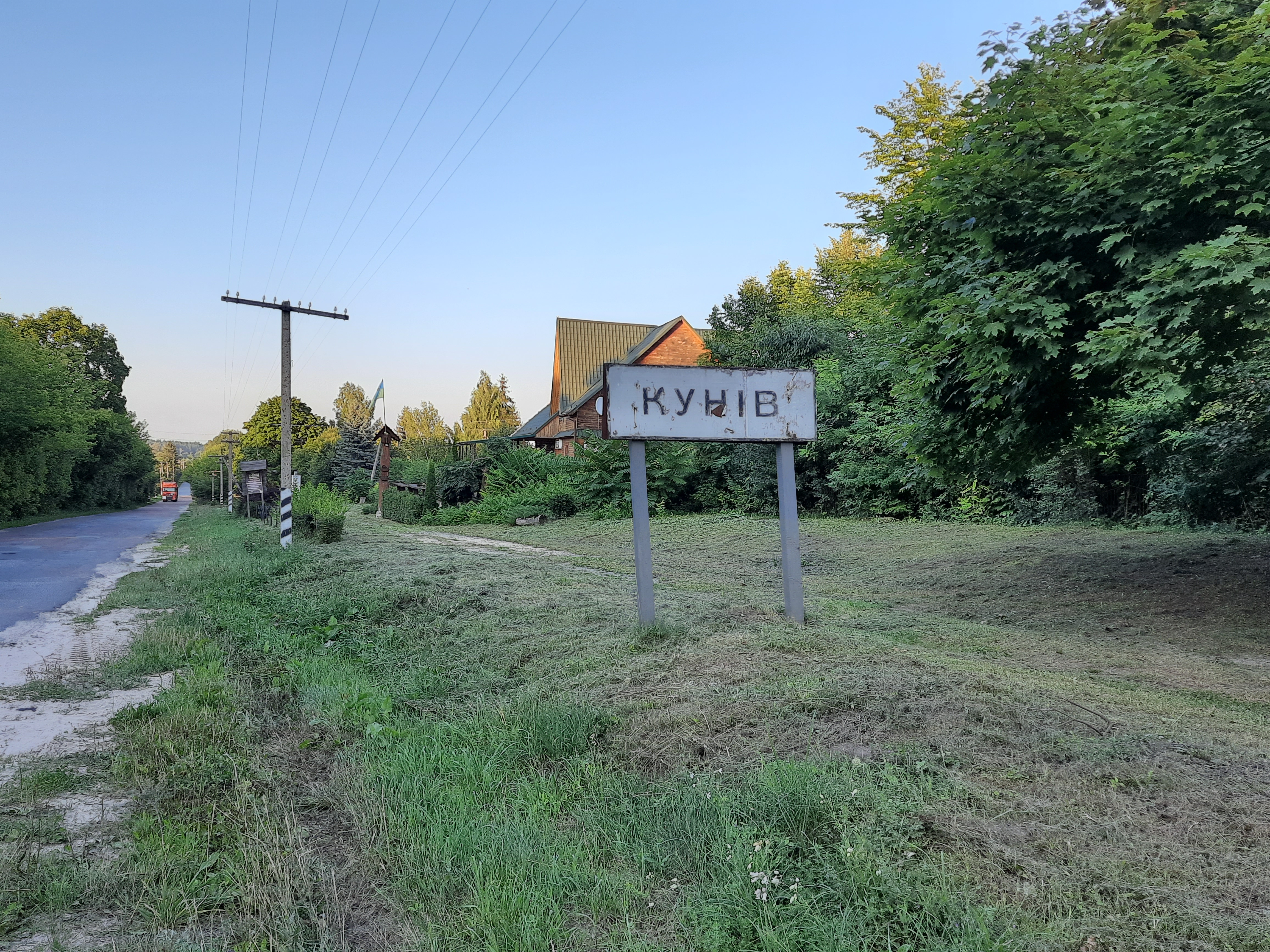
Дорожній знак при в'їзді в село
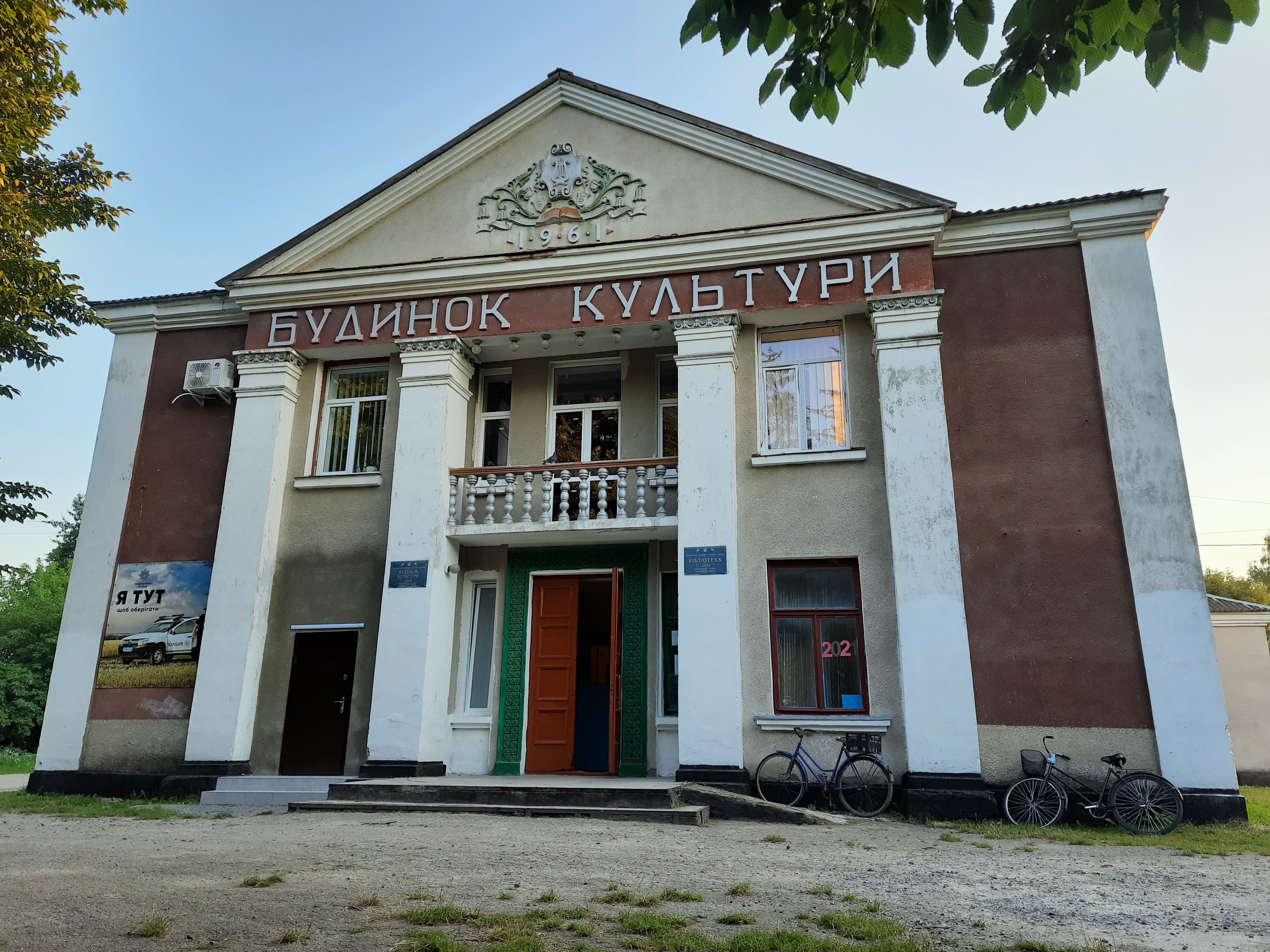
Будинок культури
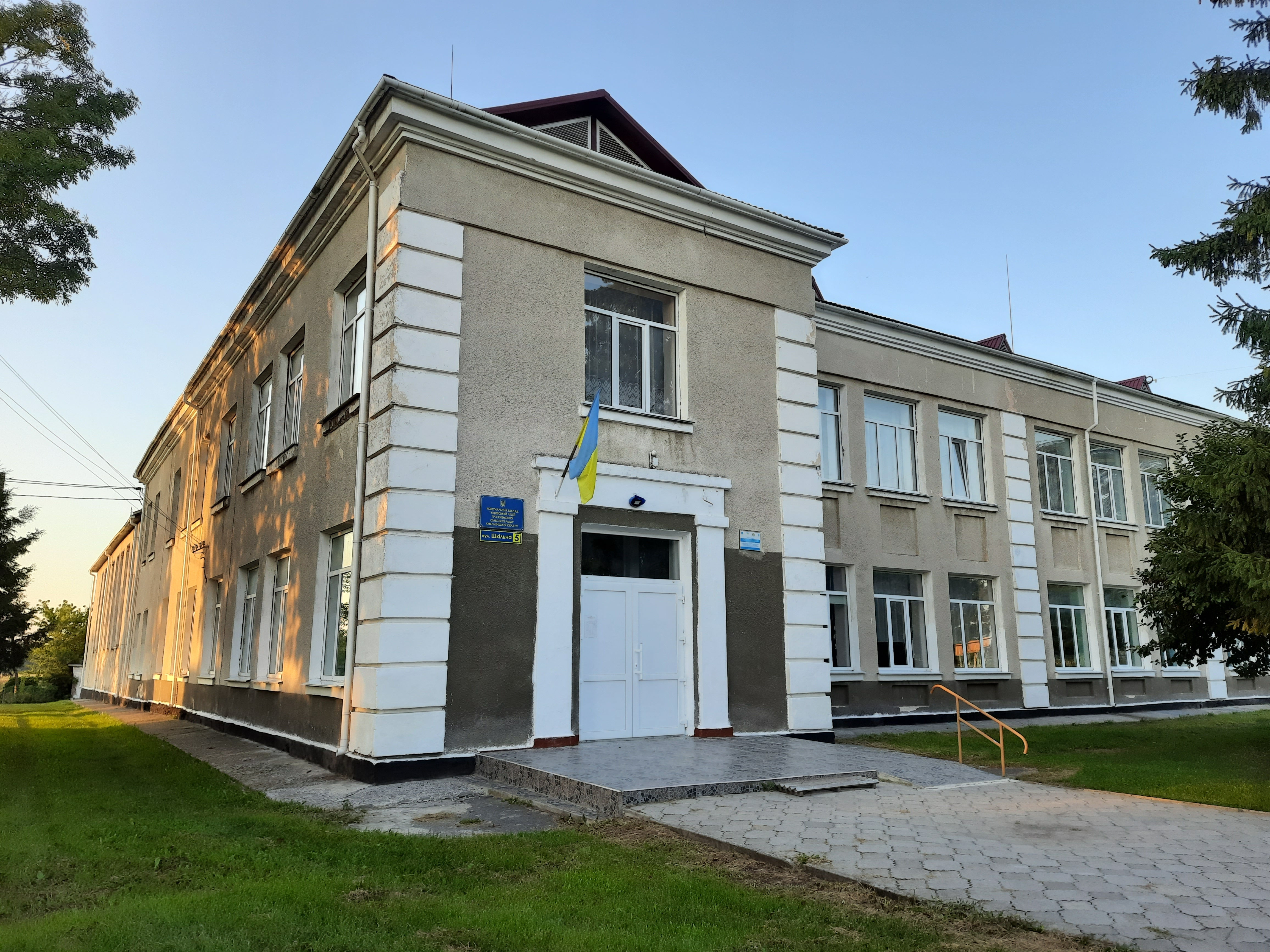
Школа
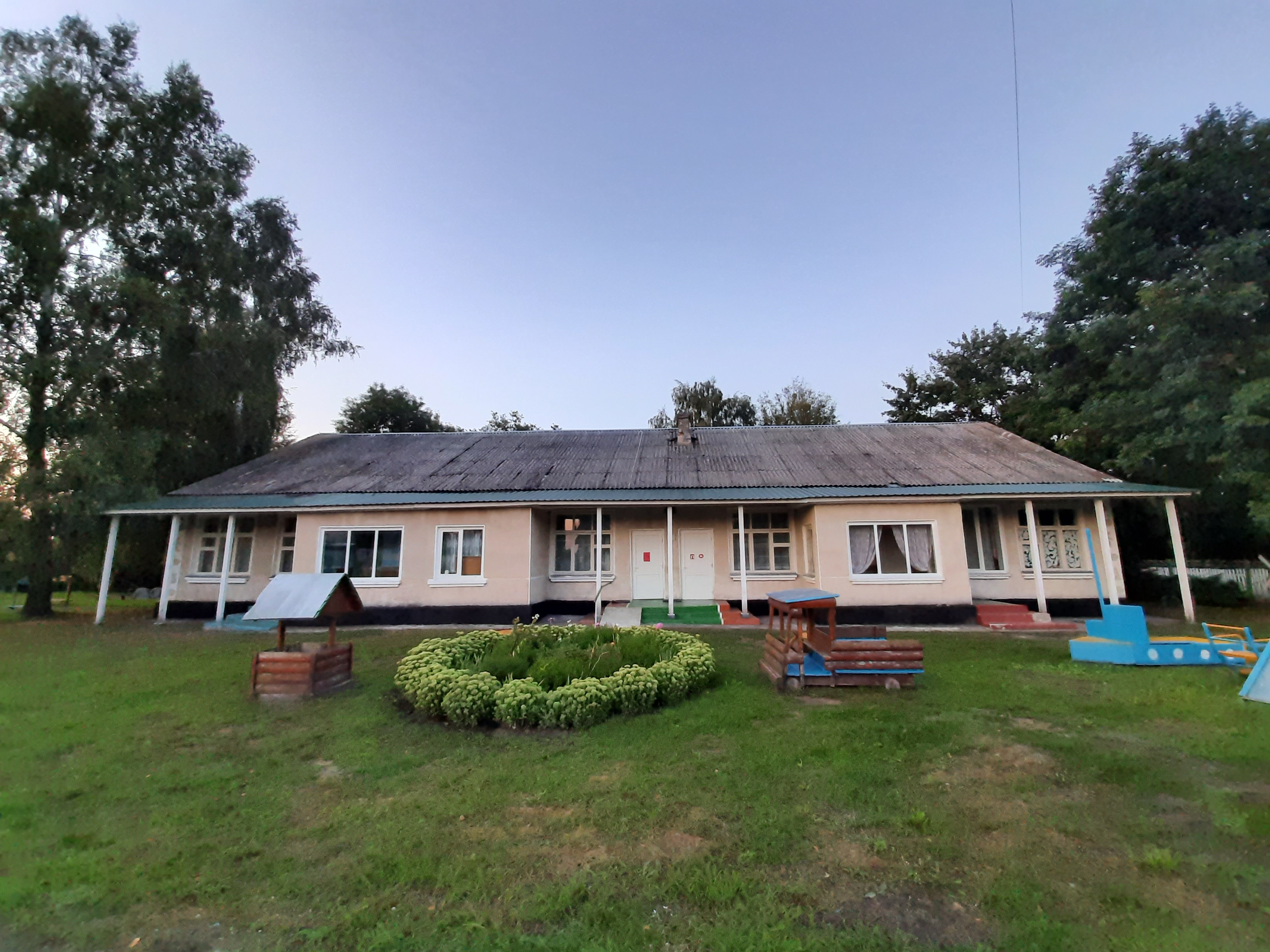
Дитячий садок
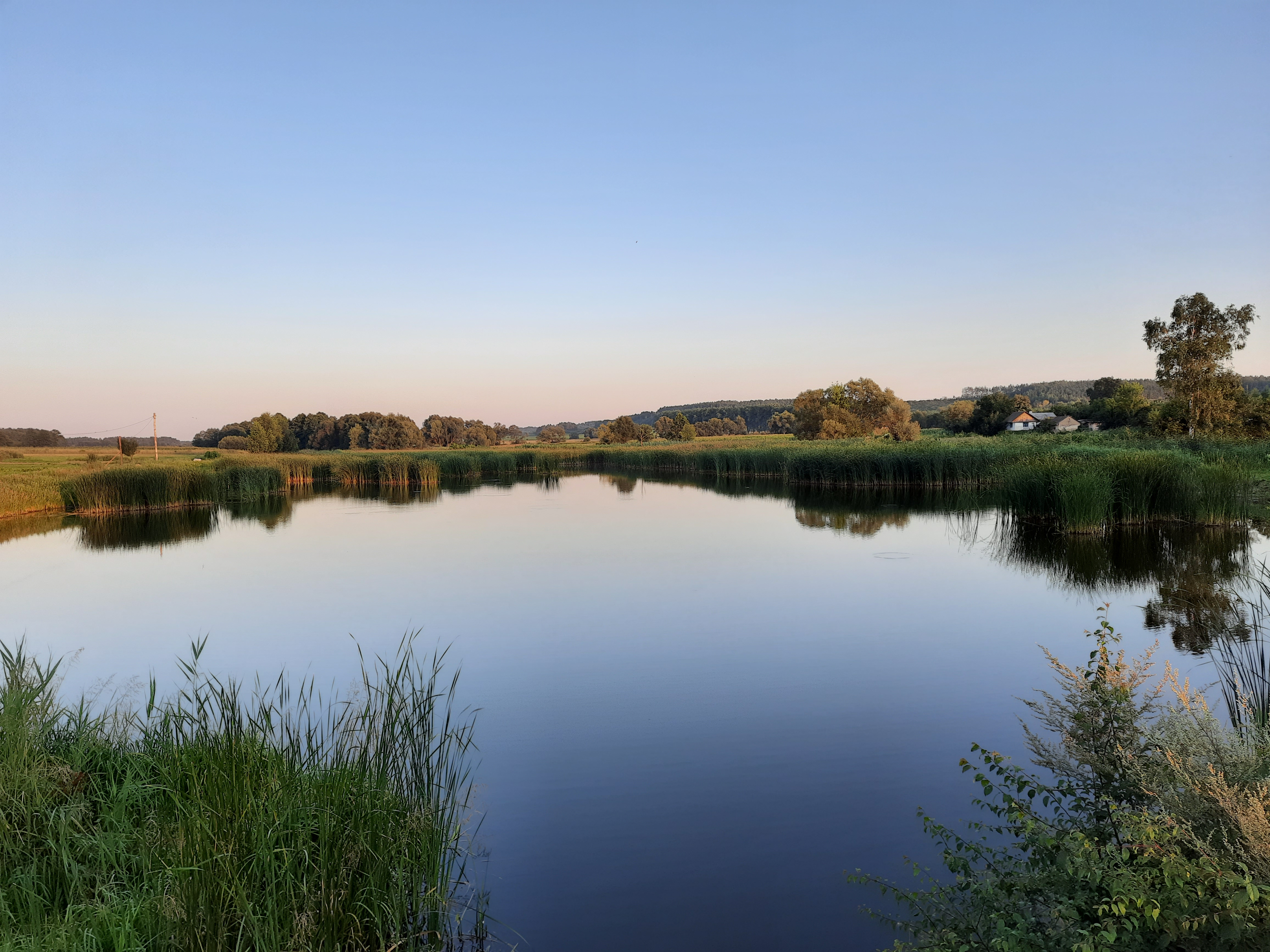
Став біля села